# Keilbachia paucipalpa
Keilbachia paucipalpa är en tvåvingeart som beskrevs av Werner Mohrig och Roeschmann 2004. Keilbachia paucipalpa ingår i släktet Keilbachia och familjen sorgmyggor.
Artens utbredningsområde är Dominikanska republiken. Inga underarter finns listade i Catalogue of Life.